# Survivor Series 2013
Survivor Series 2013 è stata la ventisettesima edizione dell'omonimo evento in pay-per-view prodotto annualmente dalla WWE. L'evento si è svolto il 24 novembre 2013 al TD Garden di Boston (Massachusetts).

## Storyline
Da quando è ritornato dal suo infortunio a metà agosto, Big Show si è sempre opposto al regime messo in atto da Triple H e Stephanie McMahon ed al maltrattamento riservato a molte superstar, primo su tutti Daniel Bryan. Per tutto il mese di settembre Big Show è stato vittima di continue umiliazioni da parte di Triple H e Stephanie, ed è stato addirittura costretto a mettere KO diverse superstar ribelli, con la minaccia del licenziamento in caso non avesse obbedito agli ordini. Il 6 ottobre, a Battleground, Big Show ha interferito nel match per il vacante WWE Championship tra Randy Orton e Daniel Bryan, mettendo KO entrambi i lottatori e causando un no-contest. In seguito a queste azioni, nella puntata di Raw successiva, Stephanie ha licenziato Big Show; tuttavia la sera stessa Show è tornato per mettere KO Triple H. Nelle settimane successive Big Show, non avendo più nulla da perdere, ha continuato a fare apparizioni a Raw aiutando Bryan, mettendo fuori gioco il General Manager di Raw Brad Maddox e costando allo Shield (Roman Reigns e Seth Rollins) i WWE Tag Team Championship a favore di Cody Rhodes e Goldust. Nella puntata di Raw del 21 ottobre Big Show ha annunciato di voler intentare una causa contro la WWE per la risoluzione irregolare del suo contratto e per le cose che è stato obbligato a fare da Stephanie. Nella puntata di Raw del 4 novembre Big Show è riuscito a negoziare con Triple H e Stephanie ed è stato dunque riassunto; inoltre Show ha promesso di non sporgere denuncia contro la WWE a condizione di sfidare Orton (il quale era intanto tornato campione dopo aver sconfitto Bryan in un Hell in a Cell match all'omonimo evento) per il WWE Championship alle Survivor Series. Triple H, riluttante, è costretto ad accettare rendendo ufficiale il match.
Il 27 ottobre, a Hell in a Cell, John Cena ha sconfitto Alberto Del Rio conquistando così il World Heavyweight Championship per la terza volta e diventando, allo stesso tempo, campione mondiale per la quattordicesima volta. La sera successiva all'evento, a Raw, Damien Sandow ha incassato il suo Money in the Bank contract contro Cena; tuttavia quest'ultimo è riuscito a sconfiggerlo rendendo vano l'incasso da parte dello stesso Sandow, il quale diventa il secondo a fallire l'incasso della valigetta (dopo lo stesso Cena) ed il primo a perdere con uno schienamento pulito. Nella puntata di SmackDown dell'8 novembre la General Manager Vickie Guerrero ha quindi annunciato un rematch per il titolo tra Cena e Del Rio per Survivor Series.
Fin dal suo debutto la Wyatt Family (Bray Wyatt, Luke Harper e Erick Rowan) ha attaccato varie superstar, tra cui Kane, The Miz e Kofi Kingston, con il fine di esaltare i sermoni e gli ideali di Bray Wyatt. Il 28 ottobre, a Raw, la Wyatt Family ha attaccato Daniel Bryan nel backstage, mandandolo all'ospedale, e, più tardi la stessa sera, hanno attaccato CM Punk sul ring. Nelle settimane successive Bryan e Punk si sono dati manforte a vicenda per contrastare gli attacchi della Family. Il 12 novembre è stato reso ufficiale su WWE.com che Punk e Bryan combatteranno contro Rowan e Harper a Survivor Series in un Tag Team match.
Il 18 novembre è stato annunciato su WWE.com che lo Shield (Dean Ambrose, Roman Reigns e Seth Rollins) e i Real Americans (Antonio Cesaro e Jack Swagger) affronteranno Cody Rhodes, Goldust, gli Usos (Jey Uso e Jimmy Uso) ed un partner misterioso in un 5-on-5 Traditional Survivor Series Elimination match all'omonimo evento. La sera stessa, nella puntata di Raw, il membro sconosciuto si è rivelato essere il rientrante Rey Mysterio.
Il 18 novembre è stato annunciato un 7-on-7 Traditional Survivor Series Elimination match tra il Team Total Divas (Natalya, le Bella Twins (Brie Bella e Nikki Bella), le Funkadactyls (Cameron e Naomi), Eva Marie e JoJo) e il Team True Divas (la Divas Champion AJ Lee, Tamina Snuka, Kaitlyn, Rosa Mendes, Summer Rae, Aksana e Alicia Fox). Il match è stato sancito per Survivor Series in seguito allo scoppio di una rissa tra il cast di Total Divas e le altre divas della WWE mentre giocavano al gioco delle sedie musicali.
Nella puntata di Raw del 18 novembre Kofi Kingston e The Miz sono stati sconfitti dai Real Americans; al termine del match The Miz ha brutalmente attaccato Kingston, effettuando un turn heel. In seguito è stato annunciato un match tra Miz e Kingston per il Pre-Show di Survivor Series.
Nella puntata di Raw del 18 novembre, Big E Langston ha sconfitto Curtis Axel conquistando così l'Intercontinental Championship. In seguito, il 20 novembre, Triple H ha annunciato un rematch per il titolo tra i due per Survivor Series.

## Risultati
| #       | Incontri | Stipulazioni                                                 | Durata |
| ------- | --- | ------------------------------------------------------------ | ------ |
| Kickoff | The Miz ha sconfitto Kofi Kingston | Single match                                                 | 08:39  |
| 1       | I Real Americans e lo Shield hanno sconfitto Cody Rhodes, Goldust, Rey Mysterio e gli Usos                                                               | Five-on-five traditional survivor series elimination match   | 23:23  |
| 2       | Big E (c) ha sconfitto Curtis Axel | Single match per il WWE Intercontinental Championship        | 07:02  |
| 3       | Brie Bella, Cameron, Eva Marie, JoJo, Naomi, Natalya e Nikki Bella hanno sconfitto AJ Lee, Aksana, Alicia Fox, Kaitlyn, Rosa Mendes, Summer Rae e Tamina | Seven-on-seven traditional survivor series elimination match | 11:29  |
| 4       | Mark Henry ha sconfitto Ryback | Single match                                                 | 04:46  |
| 5       | John Cena (c) ha sconfitto Alberto Del Rio | Single match per il World Heavyweight Championship           | 18:49  |
| 6       | CM Punk e Daniel Bryan hanno sconfitto la Wyatt Family                                                                                                   | Tag team match                                               | 16:51  |
| 7       | Randy Orton (c) ha sconfitto Big Show | Single match per il WWE Championship                         | 11:10  |

Survivor series elimination match
The Shield e The Real Americans vs. Cody Rhodes, Goldust, Rey Mysterio e The Usos
| N° eliminazione | Wrestler       | Eliminato da | Tempo        |
| --------------- | -------------- | ------------ | ------------ |
| 1               | Dean Ambrose   | Cody Rhodes  | 02:13        |
| 2               | Jack Swagger   | Jey Uso      | 08:13        |
| 3               | Antonio Cesaro | Cody Rhodes  | 09:58        |
| 4               | Jimmy Uso      | Roman Reigns | 14:33        |
| 5               | Cody Rhodes    | Roman Reigns | 15;43        |
| 6               | Jey Uso        | Seth Rollins | 16:47        |
| 7               | Seth Rollins   | Rey Mysterio | 19:43        |
| 8               | Goldust        | Roman Reigns | 22:58        |
| 9               | Rey Mysterio   | Roman Reigns | 23:23        |
| Sopravvissuto:  | Roman Reigns   | Roman Reigns | Roman Reigns |

Team "Total Divas" vs Team "True Divas"
| Numero d'eliminazione | Wrestler              | Eliminata da          | Tempo                 |                       |
| --------------------- | --------------------- | --------------------- | --------------------- | --------------------- |
| 1                     | Alicia Fox            | Naomi                 | 01:24                 |                       |
| 2                     | Cameron               | Rosa Mendes           | 02:28                 |                       |
| 3                     | Rosa Mendes           | Nikki Bella           | 02:45                 |                       |
| 4                     | Summer Rae            | Nikki Bella           | 03:27                 |                       |
| 5                     | Eva Marie             | Kaitlyn               | 04:01                 |                       |
| 6                     | Naomi                 | Kaitlyn               | 04:34                 |                       |
| 7                     | Kaitlyn               | Brie Bella            | 05:12                 |                       |
| 8                     | Brie Bella            | Aksana                | 05:42                 |                       |
| 9                     | Aksana                | Nikki Bella           | 06:04                 |                       |
| 10                    | JoJo                  | AJ Lee                | 09:28                 |                       |
| 11                    | Tamina Snuka          | Natalya               | 10:51                 |                       |
| 12                    | AJ Lee                | Natalya               | 11:29                 |                       |
| Sopravvissute:        | Natalya e Nikki Bella | Natalya e Nikki Bella | Natalya e Nikki Bella | Natalya e Nikki Bella |